# Åbenrå
Åbenrå (danska: Aabenraa, 1948–1977 även Åbenrå, tyska: Apenrade) är en tätort och stad som utgör centralort i Åbenrå kommun i Region Syddanmark i sydvästra Danmark. Staden är belägen på Sønderjylland, vid Åbenråfjorden, en smal vik av Lilla Bält, mitt emot norra änden av ön Als. Den har haft stadsrättigheter sedan 1335 och är en hamnstad. Tätorten hade 16 109 invånare 2006. I staden bor en stor tysktalande minoritet.
Familieretshuset har sitt säte i Åbenrå.

## Historia
1148 brändes Åbenrå ned av venderna. Senare byggdes ett slott, Åbenråhus, där hertig Valdemar Sejr tog biskop Valdemar till fånga 1193. Stad och slott brändes ned igen 1247, men återuppbyggdes snart.
1544–1713 hörde Åbenrå till den gottorpska delen av Slesvig, vilket innebar att området fick successivt mer tysk prägel. Från 1830-talet befann sig de tyska och danska elementen i kraftiga inbördes konflikter. I Åbenrå började 30 mars 1848 fientligheterna mellan slesvig-holsteinarna och danskarna, vilket fick sin fortsättning i slesvig-holsteinska kriget.
Efter Dansk-tyska kriget 1864 blev Åbenrå som det övriga Sønderjylland fram till Kongeå övertaget av Österrike och Preussen. År 1866 blev staden en del av en provins i Preussen. Den dansk-nationella rörelsen under ledning av H.P. Hanssen fick ett starkt fäste i staden under 1890-talet, då dennes tidning (Heimdal) utgavs här. I folkomröstningen om Slesvig 1920, som tillkom efter Versaillesfreden, röstade 55% av stadens befolkning för att tillhöra Tyskland, men då det var slutresultatet för hela röstningszonen som gällde, kom Åbenrå som det övriga av det nuvarande danska Sønderjylland tillbaka till Danmark 10 februari 1920.
Åbenrå var under mellankrigstiden centrum för den tyska minoriteten i Nordslesvig. Även efter andra världskrigets slut har tyska språket visat sig livskraftigt. En ny tysk tidning, Der Nordschleswiger, började utkomma 1946, en tysk privatskola och ett bibliotek upprättades 1947 och en förskola 1956.